# Liste der Geotope im Landkreis Neumarkt in der Oberpfalz
Diese Liste enthält die Geotope des oberpfälzer Landkreises Neumarkt in der Oberpfalz in Bayern.
Die Liste enthält die amtlichen Bezeichnungen für Namen und Nummern des Bayerischen Landesamt für Umwelt (LfU) sowie deren geographische Lage. Diese Liste ist möglicherweise unvollständig. Im Geotopkataster Bayern sind etwa 3.400 Geotope (Stand März 2020) erfasst. Das LfU sieht einige Geotope nicht für die Veröffentlichung im Internet geeignet. Einige Objekte sind zum Beispiel nicht gefahrlos zugänglich oder dürfen aus anderen Gründen nur eingeschränkt betreten werden.
| Name                                                        | Bild           | Geotop ID | Gemeinde / Lage                             | Geologische Raumeinheit    | Beschreibung | Fläche m² / Ausdehnung m | Geologie                                                                                     | Aufschlussart                  | Wert               | Schutzstatus                                                | Bemerkung                       |
| ----------------------------------------------------------- | -------------- | --------- | ------------------------------------------- | -------------------------- | --- | ------------------------ | -------------------------------------------------------------------------------------------- | ------------------------------ | ------------------ | ----------------------------------------------------------- | ------------------------------- |
| Sandgrube am Gitzberg NE von Postbauer-Heng                 | weitere Bilder | 373A001   | Postbauer-Heng Position                     | Südwestliche Albrandregion | Doggersandstein-Aufschluss im Felsensandstein vom Hauptflözhorizont bis zur Beta-/Gamma-Grenze. Disciteston-Horizont und Grabganglagen sind aufgeschlossen. Ein Teil der Aufschlüsse wurde durch die Verfüllung verstürzt. | 20000 200 × 100          | Typ: Schichtfolge, Sedimentstrukturen, Spurenfossilien Art: Sandstein, Ton                   | Kiesgrube/Sandgrube            | bedeutend          | Landschaftsschutzgebiet                                     |                                 |
| Hohlweg NW von Gspannberg                                   | weitere Bilder | 373A002   | Berg bei Neumarkt in der Oberpfalz Position | Südwestliche Albrandregion | Der Hohlweg, durch den die Straße verläuft, erschließt Unteren Dogger als hellbraunen Sandstein mit geringen Eisenoolithanteilen und einem kleinen Felsenkeller. | 60 30 × 2                | Typ: Gesteinsart Art: Sandstein, Ton                                                         | Böschung                       | bedeutend          | kein Schutzgebiet                                           |                                 |
| Ehemaliger Steinbruch E von Hadermühle                      |                | 373A006   | Lauterhofen Position                        | Mittlere Frankenalb        | Der Steinbruch bietet einen Einblick in die Schichtkalke des Unteren Malms. Die Steilwände sind weitgehend vegetationsfrei, die Sohle des Bruchs ist von Sukzessionsvegetation bedeckt. | 1600 80 × 20             | Typ: Gesteinsart Art: Kalkstein                                                              | Steinbruch                     | bedeutend          | Landschaftsschutzgebiet                                     |                                 |
| Ehemaliger Steinbruch am Rödelberg N von Ischhofen          |                | 373A007   | Neumarkt in der Oberpfalz Position          | Südliche Frankenalb        | Aufgeschlossen sind Schichtkalke des Unteren Malms, die z. T. verschwammt sind und Fossilien aufweisen. Der Bruch ist fast vollständig verwachsen, es sind nur noch einige kleinere Aufschlüsse sichtbar. | 4 4 × 1                  | Typ: Gesteinsart Art: Kalkstein                                                              | Steinbruch                     | bedeutend          | kein Schutzgebiet                                           |                                 |
| Ehemaliger Steinbruch am Sattelberg SW von Hartenhof        |                | 373A009   | Pilsach Position                            | Mittlere Frankenalb        | In dem teilweise verfüllten Steinbruch sind geschichtete fossilführende Kalke des Malm Gamma 2 und Crussoliensismergel aufgeschlossen. | 600 30 × 20              | Typ: Gesteinsart Art: Kalkstein                                                              | Steinbruch                     | bedeutend          | kein Schutzgebiet                                           |                                 |
| Aufgel. Steinbruch NE von Sengenthal (Steinbruch Winnberg)  | weitere Bilder | 373A011   | Sengenthal Position                         | Südliche Frankenalb        | Auf dem Gelände befinden sich ein Steinbruch und eine Tongrube, beide zeigen in einzigartiger Weise in einem durchgehenden Profil den Oberen Dogger (Gamma bis Zeta), überlagert von Malm Alpha und Beta. | 160000 800 × 200         | Typ: Standard-/Referenzprofil, Tierische Fossilien, Spurenfossilien Art: Kalkstein, Tonstein | Steinbruch                     | besonders wertvoll | FFH-Gebiet                                                  |                                 |
| Ehemalige Sandgrube in der Oberen Haid E von Dennenlohe     |                | 373A012   | Postbauer-Heng Position                     | Südwestliche Albrandregion | Die einzige Rhät-Sandgrube im Landkreis ist derzeit teilweise mit ungeordneten Ablagerungen (Hausmüll, Metalle, Bauschutt,…) verfüllt. | 60 15 × 4                | Typ: Gesteinsart, Sedimentstrukturen Art: Sand                                               | Kiesgrube/Sandgrube            | bedeutend          | kein Schutzgebiet                                           |                                 |
| Ehemalige Sandgrube NW von Arzthofen                        |                | 373A014   | Deining Position                            | Südliche Frankenalb        | Der Aufschluss liegt in einer Düne aus quartärem Flugsand. | 16 8 × 2                 | Typ: Gesteinsart, Düne Art: Sand                                                             | Kiesgrube/Sandgrube            | bedeutend          | kein Schutzgebiet                                           |                                 |
| Ehemalige Sandgrube SW von Wolfersthal                      |                | 373A017   | Berching Position                           | Südliche Frankenalb        | Die ehemalige Grube ist stark verwachsen und nur noch am Nord-Ende gut zugänglich. Hier sind im Aufschluss die Sedimentstrukturen sehr gut zu erkennen (Dogger Beta, Disciteston mit U-förmigen Grabgängen, Dogger Gamma mit Sowerbyi-Geröll-Lage). | 700 70 × 10              | Typ: Sedimentstrukturen, Schichtfolge, Spurenfossilien Art: Sandstein                        | Kiesgrube/Sandgrube            | wertvoll           | Landschaftsschutzgebiet, Naturpark                          |                                 |
| Ehemaliger Steinbruch N von Rübling                         |                | 373A018   | Berching Position                           | Südliche Frankenalb        | In dem Abbaugelände existieren zwei größere Bruchgruben, es sind jedoch nur wenige Aufschlüsse vorhanden, an denen das Gestein gut zu erkennen ist. | 1000 200 × 5             | Typ: Schichtfolge Art: Mergelstein, Kalkstein                                                | Steinbruch                     | bedeutend          | Landschaftsschutzgebiet, FFH-Gebiet, Naturpark              |                                 |
| Ehemaliger Steinbruch W von Ernersdorf                      |                | 373A021   | Berching Position                           | Südliche Frankenalb        | Im Kalkstein ist die Bankung gut zu erkennen, in der Bruchwand sind auch einige Klüfte sichtbar. Die Grube ist sauber hergerichtet, eine Erläuterungstafel besagt, dass hier bis in die 1950er Jahre sechs bis sieben Arbeiter von Hand den Kalk abbauten. | 400 80 × 5               | Typ: Gesteinsart Art: Kalkstein                                                              | Steinbruch                     | bedeutend          | Landschaftsschutzgebiet, Naturpark                          |                                 |
| Ehemaliger Steinbruch W von Eglasmühle                      |                | 373A025   | Berching Position                           | Südliche Frankenalb        | Die Bruchwand ist unbewachsen und weist einzelne Rutschungen auf. Fossilien sind v. a. auf den Abbruchhalden zahlreich zu finden. Müllablagerungen beeinträchtigen das Landschaftsbild. | 30000 300 × 100          | Typ: Gesteinsart Art: Kalkstein                                                              | Steinbruch                     | bedeutend          | Landschaftsschutzgebiet, FFH-Gebiet, Vogelschutzgebiet      |                                 |
| Ehemaliger Steinbruch SSE von Eismannsdorf                  |                | 373A026   | Breitenbrunn Position                       | Südliche Frankenalb        | Der relativ große ehemalige Steinbruch liegt am oberen Rand eines Kerbtals in gebankten Kalken. Die Bruchwand ist verwachsen und verfällt zunehmend. | 1600 80 × 20             | Typ: Gesteinsart Art: Kalkstein                                                              | Steinbruch                     | bedeutend          | Landschaftsschutzgebiet, FFH-Gebiet, Vogelschutzgebiet      |                                 |
| Ehemaliger Steinbruch E der Fuchsmühle                      |                | 373A027   | Hohenfels Position                          | Mittlere Frankenalb        | Im ehemaligen Steinbruch östlich der Fuchsmühle ist Massendolomit der Unteren Frankenalb-Formation aufgeschlossen. Die massigen Dolomite zeigen eine auffällige, fast senkrecht stehenden Klüftung. Neben den massigen, nur vertikal gegliederten Bereichen treten auch solche mit einer weitständigen, meist undeutlichen Horizontalgliederung auf. Diese vermitteln zwischen den Massendolomiten der Riffe und den gebankten dolomiten der Pottenstein-Formation, wie sie am gegenüberliegenden Talrand des Forellenbachtales aufgeschlossen sind. | 8000 100 × 80            | Typ: Gesteinsart Art: Dolomitstein                                                           | Steinbruch                     | bedeutend          | Landschaftsschutzgebiet                                     |                                 |
| Hohlweg im Doggersandstein SE von Deining                   | weitere Bilder | 373A029   | Deining Position                            | Südliche Frankenalb        | Am Feuerwehrhaus von Deining setzt ein tief eingeschnittener Hohlweg im Doggersandstein an, der hervorragende Aufschlüsse in dem Gestein bietet. Stark verfestigte Felsbereiche wechseln mit mürberen Partien ab. Beidseitig vom Hohlweg liegt eine große Anzahl ehemaliger Felsenkeller. | 1200 120 × 10            | Typ: Gesteinsart, Hohlweg, Stollen Art: Sandstein                                            | Grube/Kanal/Hohlweg            | bedeutend          | FFH-Gebiet                                                  |                                 |
| Felswand SE von Niederhofen                                 | weitere Bilder | 373A030   | Pilsach Position                            | Mittlere Frankenalb        | An der Steilstufe zwischen Niederhofen und Dietkirchen am südöstlichen Hang des Tales der Schwarzen Laaber ist an einer bis 5 Meter hohen Felswand Eisensandstein aus dem Dogger Beta aufgeschlossen. Die gelblichen geschichteten Sandsteine (Fein- bis Mittelsandstein) zeigen mancherorts Schrägschichtung. In den Sandstein sind zahlreiche Felsenkeller eingeschlagen. An den Türstöcken sind noch die Bearbeitungsspuren der Werkzeuge sichtbar. | 1000 200 × 5             | Typ: Sedimentstrukturen, Gesteinsart, Felsenkeller Art: Sandstein                            | Hanganriss/Felswand            | wertvoll           | kein Schutzgebiet                                           | Bayerns schönste Geotope Nr. 69 |
| Ehemaliger Steinbruch ENE von Hebersdorf                    |                | 373A031   | Dietfurt an der Altmühl Position            | Südliche Frankenalb        | Im südlichen Teil des Steinbruch sind die Werkkalke eindrucksvoll als durchgehende Wand erschlossen. In den Kalksteinen findet man zahlreiche Ammoniten und Belemniten. Der nördliche Teil wird als Deponie genutzt. | 6250 250 × 25            | Typ: Gesteinsart, Tierische Fossilien Art: Kalkstein                                         | Steinbruch                     | bedeutend          | Landschaftsschutzgebiet, Naturpark                          |                                 |
| Ehemaliger Steinbruch E von Stetterhof                      |                | 373A032   | Dietfurt an der Altmühl Position            | Südliche Frankenalb        | Im ehemaligen Steinbruch ist über mehrere Sohlen der Werkalk des Malms erschlossen. In den Schichten findet man häufig Ammoniten. Der Abbau ist bereits seit längerem eingestellt und die Bruchwände sind z. T. bereits verwachsen. | 12500 250 × 50           | Typ: Gesteinsart, Tierische Fossilien Art: Kalkstein                                         | Steinbruch                     | bedeutend          | Landschaftsschutzgebiet, FFH-Gebiet                         |                                 |
| Ehem. Steinbruch E von Breitenegg                           |                | 373A034   | Breitenbrunn Position                       | Südliche Frankenalb        | Im Hanganschnitt oberhalb der Straße sind dolomitisierte Malmkalke angeschnitten. Im Aufschluss findet man einen Wechsel von massigen zu gebankten Lagen erkennen. Im Gestein lassen sich Schwämme und Ammoniten finden. Stellenweise ist die Wand mit einem Sinterbelag überzogen. Entlang von zwei Brüchen ist das Gestein zerschert. | 850 170 × 5              | Typ: Gesteinsart, Sedimentstrukturen, Tierische Fossilien Art: Kalkstein, Dolomitstein       | Böschung                       | bedeutend          | Landschaftsschutzgebiet, FFH-Gebiet, Naturpark              |                                 |
| Ehemaliger Steinbruch E von Pollanten                       |                | 373A035   | Berching Position                           | Südliche Frankenalb        | Im Steinbruch sind nur noch die oberen Bereiche zugänglich. Im oberen Teil sind Riffschuttkalke aufgeschlossen. Die Sedimentation wechselt von dickbankigen gröberen zu dünneren feinkörnigen Schichten. Die groben Lagen sind reich an Fossilien aus dem nahen Riffbereich. Der untere Teil des Bruches ist teilweise verstürzt, teilweise mit Hausmüll verfüllt. Ein kleiner Riffkörper ist im westlichen Teil des Bruches aufgeschlossen. | 3600 60 × 60             | Typ: Gesteinsart, Sedimentstrukturen, Kluft-/Tektonische Höhle Art: Kalkstein                | Steinbruch                     | geringwertig       | Landschaftsschutzgebiet, Naturpark                          |                                 |
| Aufgelassener Östlicher Schieferbruch S von Parsberg        |                | 373A037   | Lupburg Position                            | Südliche Frankenalb        | Im teilweise mit Hausmüll verfüllten Steinbruch ist plattiger bis dünnbabkiger Plattenkalk aufgeschlossen. Die Krumme Lage ist deutlich ausgebildet und zeigt gelegentlich Gleitfaltung. | 1050 35 × 30             | Typ: Schichtfolge, Sedimentstrukturen Art: Kalkstein                                         | Steinbruch                     | bedeutend          | kein Schutzgebiet                                           |                                 |
| Vielfarbiger Doggersandstein am Jurasteig W von Mittersthal |                | 373A038   | Deining Position                            | Südliche Frankenalb        | In einem ehemaligen Abbau ist ein Eisenerz-Horizont des Doggersandsteins mit violetten, hellroten und ockerbraunen Farben aufgeschlossen. Im Sandstein sind Schrägschichtungskörper zu erkennen. | 750 50 × 15              | Typ: Gesteinsart, Steinbruch/Grube Art: Sandstein                                            | Steinbruch                     | bedeutend          | FFH-Gebiet                                                  |                                 |
| Ehemalige Tongrube bei Heng                                 |                | 373G001   | Postbauer-Heng Position                     | Südwestliche Albrandregion | Die Wände erschließen eintönige blaugraue, pyrithaltige, leicht kalkige Schiefertone. Häufig sind Tonstein-, seltener Mergelkalkkonkretionen eingelagert, helle Gipskristalle bis 2 cm Länge können oft beobachtet werden. Die obersten Meter des Profils verwittern zu braunem, kalkfreiem Lehm. Die Aufschlüsse sind hier z. T. schon älter und mit Vegetation bewachsen. | 15000 150 × 100          | Typ: Steinbruch/Grube, Gesteinsart Art: Tonstein                                             | Lehmgrube/Tongrube/Mergelgrube | wertvoll           | Landschaftsschutzgebiet                                     |                                 |
| Franzosenlöcher SE von Batzhausen                           |                | 373G003   | Seubersdorf in der Oberpfalz Position       | Südliche Frankenalb        | Das Gebiet umfasst mehrere hundert Löcher und Vertiefungen von 1 bis 10 Durchmesser im Wald. Diese Franzosenlöcher entstanden durch den Abbau von Bohnerzen und Erweiterungen durch französische Soldaten im Krieg mit österreichischen Truppen. | 160000 400 × 400         | Typ: Pinge/nfeld Art: Kalkstein                                                              | Pinge                          | bedeutend          | kein Schutzgebiet                                           |                                 |
| Bucher Silbersandhöhlen am Dillberg NNE von Buch            | weitere Bilder | 373G004   | Postbauer-Heng Position                     | Südwestliche Albrandregion | Bis zum Zweiten Weltkrieg wurde untertägig in Stollen am Westhang des Dillbergs der helle, feinkörnige Sand im oberen Eisensandstein abgebaut. Dieser Silbersand wurde zum Scheuern der Stuben, als Poliersand und als Formsand in der Industrie verwendet und daher bis nach Nürnberg gefahren. Die Silbersandhöhle mit den beiden benachbarten Eingängen und Infotafel liegt am Wanderweg Nr. 1 auf rotem Rechteck von Buch auf das Dillberg-Plateau. Vom Hauptstollen zweigen ungeordnet kurze Nebenstollen ab, die am Eingang auch durchbrochen und Sandsteinpfeiler zur Absicherung stehen gelassen wurden. Die meisten Eingänge zu anderen Stollen am Dillberg sind verfallen und können gefahrlos nicht betreten werden. Im Winter dürfen die Silbersandhöhlen nicht betreten werden, da sie ein bedeutendes Fledermauswinterquartier sind. | 8000 400 × 20            | Typ: Stollen Art: Sandstein                                                                  | Tunnel/Stollen/Schacht         | wertvoll           | Landschaftsschutzgebiet                                     |                                 |
| König-Otto-Tropfsteinhöhle E von Diesenhof                  | weitere Bilder | 373H001   | Velburg Position                            | Mittlere Frankenalb        | Die über 200 m lange Schauhöhle ist elektrisch beleuchtet. In der Höhle sind große Sinterkaskaden, oftmals korkenzieherartig verdrehte Stalaktiten und mächtige Stalagmiten ausgebildet. Durch einen 1972 entdeckten Gang ist die König-Otto-Höhle mit der Adventshalle verbunden. | 40000 200 × 200          | Typ: Karst-Horizontalhöhle Art: Dolomitstein                                                 | Höhle                          | wertvoll           | Naturdenkmal, Landschaftsschutzgebiet                       |                                 |
| Das Hohlloch W von St. Wolfgang                             | weitere Bilder | 373H002   | Velburg Position                            | Mittlere Frankenalb        | Das Hohlloch beeindruckt durch seinen großen Eingang. Derzeit wird die Höhle als Lagerraum genutzt und ist verschlossen. Am Südhang des Hohllochberges befinden sich weitere Höhlen. | 2000 100 × 20            | Typ: Karst-Horizontalhöhle Art: Dolomitstein                                                 | Höhle                          | bedeutend          | Landschaftsschutzgebiet, FFH-Gebiet                         |                                 |
| Krügerloch SW von Eglasmühle                                | weitere Bilder | 373H003   | Berching Position                           | Südliche Frankenalb        | Die einzigartige Höhle im Doggersandstein entstand teils künstlich, teils natürlich. Das Krügerloch ist auch unter dem Namen Kruzerloch bekannt. | 108 9 × 12               | Typ: Überdeckungshöhle, Ausbruchs/Auswitterungshöhle, Stollen Art: Sandstein                 | Hanganriss/Felswand            | wertvoll           | Naturdenkmal, Landschaftsschutzgebiet, FFH-Gebiet           |                                 |
| Tuffsteinhöhle in Holnstein                                 | weitere Bilder | 373H004   | Berching Position                           | Südliche Frankenalb        | Die sehr beeindruckende Höhle im Tuffsteinfelsen in Holnstein weist schöne Sinterbildungen auf. Vermutlich dient sie als Unterschlupf für Fledermäuse. Der Eingangsbereich dient als Lagerplatz für Werkstoffe. Insgesamt sind 25 m begehbar. | 150 50 × 3               | Typ: Tuffhöhle Art: Kalktuff                                                                 | Hanganriss/Felswand            | wertvoll           | Naturdenkmal, Naturpark                                     |                                 |
| Hohenberghöhle W von Velburg                                |                | 373H005   | Velburg Position                            | Mittlere Frankenalb        | Kleine schöne Höhle im massigen Dolomit mit Sinterbildungen. | 100 10 × 10              | Typ: Karst-Horizontalhöhle, Sinterbildung Art: Dolomitstein                                  | Höhle                          | bedeutend          | Landschaftsschutzgebiet                                     |                                 |
| Karstquelle Mühlbachquelle bei Mühlbach                     | weitere Bilder | 373Q001   | Dietfurt an der Altmühl Position            | Südliche Frankenalb        | Die Schüttung im schönen Quellteich erreicht meist über 200 l/s. Markierungsversuche zeigen den Zusammenhang mit Dolinen bei Eutenhofen. | 200 20 × 10              | Typ: Schuttquelle, Karst-Horizontalhöhle Art: Kalkstein, Kalkmergelstein                     | kein Aufschluss                | besonders wertvoll | Naturdenkmal, Naturpark                                     |                                 |
| Karstquelle SW von Premerzhofen                             | weitere Bilder | 373Q002   | Breitenbrunn Position                       | Südliche Frankenalb        | Die kleine Karstquelle tritt aus einer engen Karströhre aus und weist starke Schüttungsschwankungen auf. Das Wasser wird für eine Fischzucht genutzt. Im nahen Umfeld treten noch mehrere Quellen in die Talfüllung aus. | 30 6 × 5                 | Typ: Schichtquelle, Gesteinsart Art: Kalkstein                                               | Hanganriss/Felswand            | bedeutend          | Naturdenkmal, Landschaftsschutzgebiet, FFH-Gebiet           |                                 |
| Hoher Brunnen ENE von Rübling                               | weitere Bilder | 373Q004   | Berching Position                           | Südliche Frankenalb        | Am Burgstall Hoher Brunnen entspringen an der Braunjura/Weißjura-Grenze zwei Quellen. Diese werden aus demseichten Karst des Plateaus zwischen Rübling und Erasbach gespeist. Die Grundwasserführung im seichten Karst ist sehr stark abhängig von der Witterung. Im trockenen und heißen Jahr 2015 waren beide Quellen anfangs Septembernur noch spärliche Rinnsale. Beim Weg durch die Kalksteine des Weißjura löst das kühle Grundwasser das Karbonatan. Beim Austritt an der Erdoberfläche wird das Wasser erwärmt und das mitgeführte Karbonat fällt aus (ein Effekt den jeder bei sich zuhause vor der Kaffeemaschine kennt). Am Hohen Brunnen hat sich so am Steilabfall desBraunjura eine Kalktuffkaskade gebildet, über die das Wasser – bei entsprechend reichlicher Wasserführung – ins Talstürzt. Seinen porösen Charakter erhält der Kalktuff durch die Beteiligung von Algen und Moosen am Fällungsprozeß. An der Kaskade erläutert eine Tafel die Grundzüge dieses Prozesses. Um die Kaskade vor Zerstörung zu bewahrenist ihr Betreten zu unterlassen! | 100 10 × 10              | Typ: Schichtquelle, Sinterterrassen Art: Kalkstein, Kalktuff, Tonstein                       | kein Aufschluss                | bedeutend          | Landschaftsschutzgebiet, FFH-Gebiet, Naturpark              |                                 |
| Kaltenbachquelle S von Dillberg                             | weitere Bilder | 373Q006   | Berg bei Neumarkt in der Oberpfalz Position | Südwestliche Albrandregion | Die schöne natürliche Schichtquelle tritt an der wasserstauenden Schicht des Opalinuston im Braunen Jura (Dogger) zutage. Im darüberliegenden Eisensandstein hat die Erosion eine kleine Höhle ausgewaschen. Hier und am Hanganriss sind die gelbfarbigen Schichten und rotbraunen Eisenausfällungen gut sichtbar. Je nach Witterung schwankt die Schüttung der Quelle stark. Die Kaltenbachquelle ist am Kaltenbachweg (Wanderweg Nr. 2 auf grünem Rechteck) ausgeschildert. Treppen und Stege aus Holz ermöglichen den Zugang bis zur Quelle. | 25 5 × 5                 | Typ: Schichtquelle Art: Sandstein                                                            | Höhle                          | bedeutend          | Landschaftsschutzgebiet                                     |                                 |
| Doline NW von Mantlach                                      |                | 373R001   | Velburg Position                            | Südliche Frankenalb        | Die Doline liegt zwischen Feldern und ist durch einige hohe Pappeln markiert. | 170 17 × 10              | Typ: Doline Art: Kalkstein                                                                   | kein Aufschluss                | bedeutend          | Naturdenkmal                                                |                                 |
| Schwammerl-Felsen WSW von St. Colomann                      | weitere Bilder | 373R002   | Velburg Position                            | Mittlere Frankenalb        | Am Weg zum Gipfel des Osterberges liegt der pilzförmige Felsen mit senkrechten Spalten und Klüften. | 20 5 × 4                 | Typ: Felsturm/-nadel Art: Dolomitstein                                                       | Hanganriss/Felswand            | bedeutend          | Naturdenkmal, Landschaftsschutzgebiet, FFH-Gebiet           |                                 |
| Hohllochberg ENE von Velburg                                |                | 373R003   | Velburg Position                            | Mittlere Frankenalb        | Am Südhang des Hohlochberges befinden sich mehrere Höhlen, darunter das Hohlloch. Von den Wanderwegen aus sind zahlreiche Felsausbisse gut sichtbar, die zahlreiche klein- und großflächige Aufschlüsse aufweisen. | 60000 300 × 200          | Typ: Felskuppe, Karst-Horizontalhöhle Art: Dolomitstein                                      | Hanganriss/Felswand            | bedeutend          | Landschaftsschutzgebiet, FFH-Gebiet                         |                                 |
| Dolomite am Burgberg der Ruine Velburg                      | weitere Bilder | 373R004   | Velburg Position                            | Mittlere Frankenalb        | Am Weg zur Ruine sind Schwammstrukturen im Malm Delta Dolomit sichtbar. Aufgeschlossen sind auch Epsilon-Riffdolomit und Lochreihen- sowie Bänderdolomite an der Delta-Epsilon-Grenze direkt unter der Ruine Velburg. | 10000 100 × 100          | Typ: Felswand/-hang Art: Dolomitstein                                                        | Hanganriss/Felswand            | geringwertig       | Landschaftsschutzgebiet, FFH-Gebiet                         |                                 |
| Tuffsteinfelsen in Holnstein                                |                | 373R005   | Berching Position                           | Südliche Frankenalb        | Kalktuffe sind überwiegend an kalkreiche Malmwässer gebunden, die auf den stauenden Tonen des Oberen Dogger in zahlreichen Quellen austreten. Die ca. 150 m lange und bis 15 m hohe Tuffwand in Holnstein wird von einer geräumigen Höhle durchzogen. | 2000 100 × 20            | Typ: Felswand/-hang Art: Kalktuff                                                            | Hanganriss/Felswand            | wertvoll           | Naturdenkmal, Naturpark                                     |                                 |
| Doline NW von Gimpertshausen                                |                | 373R006   | Breitenbrunn Position                       | Südliche Frankenalb        | Die Doline mit einem kleinen Gehölz liegt in einem Acker und wird eng vom Pflug umfahren, der Dolinengrund ist mit Müllablagerungen verunreinigt. | 256 16 × 16              | Typ: Doline Art: Kalkstein                                                                   | kein Aufschluss                | bedeutend          | Naturdenkmal, Naturpark                                     |                                 |
| Felsen im Schnufenhofener Trockental N von Wissing          |                | 373R007   | Seubersdorf in der Oberpfalz Position       | Südliche Frankenalb        | Der Dolomitfelsen zeigt deutlich dickere bis dünnere Bänke, die sich flach zwiebelschalenartig übereinander legen. Mürbere (mergeligere) Lagen wittern als Hohlkehlen heraus. Diese Form ist typisch für flache Schwammriffbauten, obwohl die Riffbildner durch die spätere Dolomitisierung weitgehend zerstört sind. | 625 25 × 25              | Typ: Felswand/-hang, Sedimentstrukturen Art: Dolomitstein, Kalkstein                         | Hanganriss/Felswand            | wertvoll           | FFH-Gebiet                                                  |                                 |
| Doline W von Plankstetten                                   |                | 373R008   | Berching Position                           | Südliche Frankenalb        | Die Doline hat die Form einer flachen Schüssel. Im Zentrum wurde ein kleines Becken ausgegraben. Durch die Einschwämmung von feinerem Tonmaterial sammelt sich hier das Oberflächenwasser, so kann das Becken als Viehtränke dienen. | 900 30 × 30              | Typ: Doline Art: Dolomitstein                                                                | kein Aufschluss                | bedeutend          | Landschaftsschutzgebiet, Naturpark                          |                                 |
| Kugelfelsen SW von Bottelmühle                              |                | 373R009   | Breitenbrunn Position                       | Südliche Frankenalb        | Hinter dem kugelförmig herausgewitterten Hauptfelsen findet sich ein kleinerer Felsen mit einer kurzen Durchgangshöhle. | 140 20 × 7               | Typ: Felswand/-hang, Karst-Halbh./Naturbrücke Art: Kalkstein                                 | Hanganriss/Felswand            | bedeutend          | Naturdenkmal, Landschaftsbestandteil                        |                                 |
| Bachhaupter Felsen SE von Bachhaupt                         | weitere Bilder | 373R010   | Breitenbrunn Position                       | Südliche Frankenalb        | Es handelt sich um zwei steile, voneinander getrennte Felsen, aus dem für den Malm Beta typischen schmutziggrauen Dolomit mit glattrundlichen Verwitterungsformen. Im oberen Teil der Felsen erkennt man mehrere Schichtfugen, die mit 45 Grad nach SW einfallen und damit die steile Riffmorphologie nachzeichnen. | 300 30 × 10              | Typ: Felsturm/-nadel, Sedimentstrukturen Art: Dolomitstein                                   | Hanganriss/Felswand            | bedeutend          | Naturdenkmal, Landschaftsschutzgebiet, FFH-Gebiet           |                                 |
| Felsen im Neutal NW von Mitteldorf                          |                | 373R011   | Dietfurt an der Altmühl Position            | Südliche Frankenalb        | Am nordexponierten Steilhang über dem Neutal sind zahlreiche Felsausbisse zu finden. | 100 10 × 10              | Typ: Felswand/-hang Art: Kalkstein                                                           | Hanganriss/Felswand            | bedeutend          | Naturdenkmal, Landschaftsschutzgebiet, FFH-Gebiet           |                                 |
| Radlerfelsen E von Mühlbach                                 |                | 373R012   | Dietfurt an der Altmühl Position            | Südliche Frankenalb        | Die markante Dolomitfelswand überragt den bewaldeten Hang. | 30000 300 × 100          | Typ: Felsturm/-nadel Art: Dolomitstein                                                       | Hanganriss/Felswand            | bedeutend          | Landschaftsschutzgebiet, FFH-Gebiet, Naturpark              |                                 |
| Kopffelsen E von Mühlbach                                   | weitere Bilder | 373R013   | Dietfurt an der Altmühl Position            | Südliche Frankenalb        | Die Felspartie östlich von Mühlbach wird von dick-tafelbankigem Dolomit des Malm Delta mit ebenem Dach aus dünnerbankigem hellen Kalken des höchsten Malm Delta bis tiefsten Epsilon aufgebaut. | 600 60 × 10              | Typ: Felsturm/-nadel, Schichtfolge Art: Dolomitstein                                         | Hanganriss/Felswand            | wertvoll           | Naturdenkmal, Landschaftsschutzgebiet, FFH-Gebiet           |                                 |
| Felsgruppe NE der Fuchsmühle                                |                | 373R014   | Hohenfels Position                          | Mittlere Frankenalb        | Die Gesteinsstrukturen der Felsengruppe sind meist trotz Vegetation deutlich zu erkennen und über knapp 250 m Längserstreckung zu verfolgen. Die Felswand selbst liegt bereits in den Grenzen des JMRC Hohenfels. Ein Herangehen an die Wand ist deshalb nicht möglich (Militärischer Sperrbereich – Betreten verboten – Schusswaffengebrauch). Die Angabe Treuchtlinger Marmor ist als Lückenfüller für Bernhof-Subformation der Pottenstein-Formation (d. i. gebankte Dolomitfazies) zu sehen. | 7500 250 × 30            | Typ: Felsgruppe, Schichtfolge Art: Dolomitstein                                              | Hanganriss/Felswand            | bedeutend          | FFH-Gebiet, Landschaftsschutzgebiet, Vogelschutzgebiet      |                                 |
| Dolinenfeld WSW von Pestenrain                              |                | 373R015   | Dietfurt an der Altmühl Position            | Südliche Frankenalb        | Ansammlung von mehreren besonders großen und tiefen Dolinen auf engem Raum. | 180000 600 × 300         | Typ: Dolinenfeld Art: Dolomitstein, Kalkstein                                                | kein Aufschluss                | wertvoll           | Landschaftsschutzgebiet, Naturpark                          |                                 |
| Hirschenstein SE von Breitenbrunn                           |                | 373R016   | Breitenbrunn Position                       | Südliche Frankenalb        | Die Wand besteht im tieferen Teil aus undeutlich gebanktem und mürbem, Hohlkehlen bildenden Dolomit. Nach oben hin entwickelt sich ein massig-ungegliederter Riffdolomit, dessen Dach von dünnwandigem Dolomit aufgebaut wird (vermutlich ist dieser Bereich den Crussoliensismergeln zuzuordnen). | 170 17 × 10              | Typ: Felsturm/-nadel, Schichtfolge Art: Dolomitstein                                         | Hanganriss/Felswand            | wertvoll           | Naturdenkmal, Landschaftsschutzgebiet, Naturpark            |                                 |
| Dolinen SE von Predlfing                                    |                | 373R017   | Dietfurt an der Altmühl Position            | Südliche Frankenalb        | Die beiden Dolinen sind stark verwachsen, die größere weist einen temporären Zufluss auf. Durch einen Markierungsversuch wurde der Zusammenhang mit der nahen Karstquelle Parleithen nachgewiesen. | 2400 80 × 30             | Typ: Doline Art: Kalkstein                                                                   | kein Aufschluss                | bedeutend          | Naturdenkmal, Naturpark                                     |                                 |
| Sanddünen S von Neumarkt                                    | weitere Bilder | 373R018   | Neumarkt in der Oberpfalz Position          | Südwestliche Albrandregion | Im Naturschutzgebiet südlich von Neumarkt finden sich mehrere markante Dünenzüge, die bis über 500 m Länge und 12 m Höhe erreichen. Die lockere Kiefernwald-Vegetation ist typisch für die Art des Standorts. | 400000 800 × 500         | Typ: Dünenfeld Art: Sand                                                                     | kein Aufschluss                | bedeutend          | Naturschutzgebiet, FFH-Gebiet                               |                                 |
| Zeugenberg NW von Sulzbürg                                  | weitere Bilder | 373R019   | Mühlhausen Position                         | Südwestliche Albrandregion | Die Plateaufläche auf der Sulzbürg bezeugt die ehemals weitere Ausdehnung der Fränkischen Alb und die damals bereits erfolgte Abtragung bis auf den Doggersandstein hinab. Hohlwege, Gräben und Felshänge rund um das Plateau bieten gute Aufschlüsse im Doggersandstein, örtlich auch mit Eisenerzflözen. Das Pandurenloch am Osthang des Zeugenberges ist eine kurze Auskolkungshöhle im Eisensandstein. | 180000 600 × 300         | Typ: Inselberg/Zeugenberg, Ausbruchs/Auswitterungshöhle Art: Sandstein, Eisen, /Manganerz    | Hanganriss/Felswand            | wertvoll           | Landschaftsschutzgebiet                                     |                                 |
| Steinerne Rinne S von Erasbach                              | weitere Bilder | 373R020   | Berching Position                           | Südliche Frankenalb        | An der Grenze des Dogger zum Malm entspringt am Hang eine kleine Quelle, unterhalb der sich eine etwa 100 m lange und bis zu 0,8 m hohe Steinerne Rinne gebildet hat. Die bemooste Kalktuff-Ablagerung zieht sich sehr markant durch den lichten Buchenwald. | 100 100 × 1              | Typ: Steinerne Rinne Art: Kalktuff                                                           | kein Aufschluss                | bedeutend          | Landschaftsbestandteil, Landschaftsschutzgebiet, FFH-Gebiet |                                 |
| Rachental NE von Berching                                   | weitere Bilder | 373R021   | Berching Position                           | Südliche Frankenalb        | Im Grund des Rachentals hat sich auf etwa 150 m Länge ein mehrere Meter mächtiger Kalksinter abgeschieden. Das Wasser zweier kleiner Quellen fließt über bemooste, meist terrassenartig angeordnete Kaskaden. | 450 150 × 3              | Typ: Sinterterrassen Art: Kalktuff                                                           | kein Aufschluss                | bedeutend          | Landschaftsschutzgebiet, Naturpark                          |                                 |
| Sanddünen im Graßaholz E von Graßahof                       |                | 373R022   | Deining Position                            | Südliche Frankenalb        | Die Sanddünen im Graßaholz sind Wanderdünen für die in geschichtlicher Zeit Wanderbewegungen nachgewiesen sind. In den Dünen im Graßaholz fanden sich bei Grabungen Artefakte aus geschichtlicher Zeit. Der Bereich um das Grassaholz ist das einzige Gebiet mit flächenhafter Verbreitung äolischer Sande auf der Albhochfläche. Entlang eines Weganrisses ist der strukturelle Aufbau der Dünen und der unterlagernde Malmkalk (Malm Beta) angeschnitten. | 20000 200 × 100          | Typ: Dünenfeld, Fossiler Boden Art: Sand                                                     | kein Aufschluss                | bedeutend          | kein Schutzgebiet                                           |                                 |
| Wolfsberg SE von Dietfurt                                   | weitere Bilder | 373R023   | Dietfurt an der Altmühl Position            | Südliche Frankenalb        | Über das Tal der ehemaligen Donau, dem heutigen Altmühltal, erhebt sich der Umlaufberg. Der Wolfsberg besteht aus Kalksteinen des Malms. Der Berg entstand vermutlich bei der Verlagerung der Urdonau im Tertiär. Der Wolfsberg ist am besten von Norden her zu sehen. | 1620000 1800 × 900       | Typ: Umlauf-/Durchbruchsberg Art: Kalkstein, Mergelstein                                     | Prallhang/Flussbett/Bachprofil | wertvoll           | Naturschutzgebiet, Landschaftsschutzgebiet, FFH-Gebiet      |                                 |
| Dolinen NW von Dietfurt                                     |                | 373R024   | Dietfurt an der Altmühl Position            | Südliche Frankenalb        | In einem Senkungsfeld sind mehrere Dolinen hintereinander angeordnet. Die größeren Dolinen sind eingezäunt, weitere kleinere sind noch im Acker zu sehen. In den größeren Dolinen wachsen Bäume, sie sind daher schwerer zu erkennen. | 20000 200 × 100          | Typ: Dolinenfeld Art: Kalkstein                                                              | Doline/Erdfall                 | bedeutend          | Naturpark                                                   |                                 |
| Dolinen N von Gundelshofen                                  |                | 373R025   | Dietfurt an der Altmühl Position            | Südliche Frankenalb        | In einem kleinen Wäldchen und in der Umgebung sind viele Dolinen aufzufinden. Die Dolinen sind zu einer Dolinenkette aufgereiht, welche sich von NW nach SE erstreckt. | 16000 200 × 80           | Typ: Dolinenfeld Art: Kalkstein, Dolomitstein                                                | Doline/Erdfall                 | bedeutend          | Landschaftsschutzgebiet, Naturpark                          |                                 |
| Doline ESE von Raitenbuch                                   |                | 373R030   | Berching Position                           | Südliche Frankenalb        | Kleine mit Bäumen bestandene Doline auf freiem Feld. | 2100 70 × 30             | Typ: Doline Art: Kalkstein                                                                   | kein Aufschluss                | bedeutend          | Naturpark                                                   |                                 |
| Karstspalten in der Schwedenleite E von Grögling            |                | 373R031   | Dietfurt an der Altmühl Position            | Südliche Frankenalb        | In den Kalksteinfelsen in der Steilwand der Schwedenleite ist auf einem Niveau das Gestein regelrecht durchlöchert. Die Karsthohlräume erreichen stellenweis eine Höhe von 50 cm. An den Wänden und am Boden der Höhlen sind Sinterbildungen zu beobachten. | 3000 300 × 10            | Typ: Karst-Horizontalhöhle, Sinterbildung, Gesteinsart Art: Kalkstein                        | Hanganriss/Felswand            | bedeutend          | Landschaftsschutzgebiet, FFH-Gebiet, Vogelschutzgebiet      |                                 |
| Polje W von Hohenfels                                       |                | 373R038   | Hohenfels Position                          | Mittlere Frankenalb        | Bei Stallhof westlich von Hohenfels befindet sich eine flache Senke mit ebenem Boden, die eine Polje (große Karsthohlform) darstellt. | 200000 1000 × 200        | Typ: Polje Art: Dolomitstein                                                                 | kein Aufschluss                | bedeutend          | kein Schutzgebiet                                           |                                 |
| Felsfreistellung am Burgberg Parsberg                       |                | 373R041   | Parsberg Position                           | Südliche Frankenalb        | Am Burgberg in Parsberg ist außergewöhnlich dickbankiger Dolomit aufgeschlossen. Als weitere Besonderheit finden sich so genannte Schwamm-Geister – die herausgewitterten Schwämme sind deutlich als dunkle Hohlräume zu erkennen. | 75 25 × 3                | Typ: Felswand/-hang Art: Dolomitstein                                                        | Felshang/Felskuppe             | bedeutend          | kein Schutzgebiet                                           |                                 |
| Marienbild-Felsen in Darshofen                              |                | 373R042   | Parsberg Position                           | Südliche Frankenalb        | Gebankte Dolomite der Hartmannshof-Formation (= Werkkalk). | 100 10 × 10              | Typ: Felswand/-hang Art: Dolomitstein                                                        | Hanganriss/Felswand            | wertvoll           | kein Schutzgebiet                                           |                                 |